# Îlot de la Gabinière
L'îlot de la Gabinière est un des îlots des îles d'Hyères. Situé au large de Port-Cros, il appartient à la commune française d'Hyères.

## Présentation
Situé au sud de Port-Cros, il fait partie du parc national de Port-Cros, et est intégré, avec l'ile de Bargaud et le rocher du Rascas, à la réserve intégrale des îlots de Port-Cros. En dépit de sa petite taille, il est connu pour ses sites de plongée sous-marine.
Sur l'ensemble du parc de Port-Cros, ce site représente celui qui abrite une exceptionnelle concentration de mérous bruns (Epinephelus marginatus),,,. 

L'îlot de la Gabinière au sud de Port-Cros.